# 陳明忠
陈明忠（1929年1月2日—2019年11月21日），台湾高雄人，政治人物。1948年加入中國共產黨台灣省工作委員會，黨外運動與社會運動參與者，參與組織台灣政治受難人互助會、中國統一聯盟、工黨、勞動黨，推动兩岸和平统一，反对台独。

## 生平

### 早期
陈明忠於1929年出生于日治高雄州冈山郡五甲尾（今嘉興里）一个大地主家庭。日治末期，五甲尾公學校畢業，考上高雄中学，因在学期间曾受日本同学欺凌，意识到自己的漢人血統，开始思考反抗日本統治。毕业后服役，曾因脱逃遭关押。二次大戰結束后，就读台中农学院（中兴大学前身）。二二八事变期间，陳自述前往埔里找朋友之際剛好遇到二七部队，並加入其中的敢死队，在埔里的烏牛欄之役中最后一人离开战场。事件之後的整肅期間被通緝悬赏奖金一万，因為曾受他保護的大陸來的台中農學院院長周進三出面營救而被取消通緝，周是陳儀的妹夫。

### 戰後初期
陳明忠自述光復以後，看到祖國的政府這麼糟，才了解到，原來我們的祖國有兩個：一個是共產黨的紅色祖國、一個國民黨的白色祖國，既然壓迫我們的是國民黨，是白色祖國。於是年輕人就開始向左轉，向共產黨那邊靠攏。1947年底，李喬松、李舜雨潛回台灣協助省工委中部地區負責人洪幼樵發展台中地區組織，李舜雨考量父親安全，由李舜雨負責出面協調，李喬松則扮成中醫師躲在鄉間，1948年9月與謝富及中共派遣的張伯哲等成立中國共產黨臺中市工作委員會，透過昔日社運夥伴發展組織，霧峰支部由洪麟兒負責，南投支部由江朝澤負責，在南投竹山、大屯地區建立多個支部。陳明忠當時在陳福添家中入黨，由李舜雨 帶著呂從周、謝桂芳還有陳明忠宣誓，由李舜雨領導，1948年由於李舜雨身分暴露遭到通緝被迫逃往香港進入山東解放區，李喬松亦於1949年4月撤往上海。李舜雨（后改名李韶東，2011年九十二岁逝于上海）是职业革命家。

### 白色恐怖時期
1950年7月陳明忠於岡山農業學校被捕，判刑十年。1960年出狱后，因其优异的化学知识，曾到制药厂工作，最后升任厂长。娶了獄友冯锦辉的妹妹冯守娥，生了两个女儿，但理想和信念都没改变。期間一直在從事黨外運動，與黄顺兴、康宁祥、郭雨新等往來密切。1976年7月3日晚，陈明忠把一笔钱交给陈映真，支持他筹办左派杂志《夏潮》。次日他便遭逮捕，被控接受中国共产党命令，在台阴谋判乱。狱中备受酷刑，坚不屈服。经海外保钓学生及其它特赦组织大力营救，终由死刑改判为十五年徒刑，1987年通过时任蒋经国秘书的马英九的帮助，保外就医。

### 晚年
陳明忠出狱后，曾为组织台湾地区政治受难人互助会及中国统一联盟大力奔走，致力於兩岸和平統一。1995年，台湾导演侯孝贤拍摄電影《好男好女》，艺人伊能静飾演白色恐怖时期的牺牲者、共产党人钟浩东的夫人蒋碧玉；蒋碧玉父亲的角色，侯孝贤请陈明忠扮演。
2005年2月27日，陈明忠亲赴中國國民黨中央委員會，以“‘二二八’事件当事人、台湾最后一个政治死刑犯”的身份发表讲话，呼吁台湾各政党真正理解和彻底反省“二二八”事件，解决发生悲剧的历史根源，结束两岸敌对状态，缔结两岸和平协议。讲话后，陈明忠“将一把象征两岸和解的‘和解之钥’交给（时任国民党主席的）连战，期许他勇敢负起结束国共内战的责任”，“连战当场指定（国民党）副主席江丙坤率团登陆破冰”。后来连战亲自正式访问大陆。
晚年的陈明忠与夫人冯守娥定居中国大陆上海。2019年11月21日，陈明忠在上海逝世，享寿90岁。

## 平反
2018年10月5日，促進轉型正義委員會「促轉三字第1075300110B號公告」，正式撤銷受難者林慶雲等1,270人之刑事有罪判決暨其刑；其中（39）安潔字第2945號／（65）諫判字第78號，有關陳明忠參加叛亂之組織／意圖以非法之方法顛覆政府而著手實行之有罪判決暨其刑及沒收之宣告正式撤銷

## 理論
陳明忠是台灣左派政治犯中少數關心蘇聯與中國經濟問題並提出自己見解的理論家。
1993 年 9 月，他的初步研究成果以《新民主主義和社會主義“階段”論爭》為題發表於左派老政治犯自辦的《遠望》雜誌。七年後，陳明忠以筆名“黃志龍”在陳映真等同人創辦的油印刊物《左翼》發表過去積累的札記。這些札記有：《戰後幾個主要的“現代資本主義論”》《社會主義原始積累的體制的形成、解體和鄉鎮企業》以及《蘇聯社會主義的理念與體制的乖離》。以這些札記為基礎，他在 2011 年進一步改寫成帶有總括性質的《中國走向社會主義的道路》此書依據列寧在新經濟政策的見解而指出：目前的中國屬於列寧所稱的國家資本主義社會，而不是社會主義社會。但因目前的中國有共產黨的領導，所以這樣的社會可以「走向社會主義」。

## 傳記及參考書目
- 陳明忠口述、李娜整理，《無悔：陳明忠回憶錄》，人間出版社，2014年5月，ISBN 9789866777745
- 陳明忠，《中國走向社會主義的道路》，人間出版社，2011年6月，ISBN 9789866777349